# Calkiní
Calkiní är en kommunhuvudort i Mexiko.   Den ligger i kommunen Calkiní och delstaten Campeche, i den östra delen av landet, 1 000 km öster om huvudstaden Mexico City. Calkiní ligger 14 meter över havet och antalet invånare är 14 195.
Terrängen runt Calkiní är platt. Runt Calkiní är det ganska glesbefolkat, med 27 invånare per kvadratkilometer. Calkiní är det största samhället i trakten. I omgivningarna runt Calkiní växer i huvudsak lövfällande lövskog.